# Gradim
Gradim, właśc. Francisco de Souza Ferreira (ur. 15 czerwca 1908 w Vassouras  – zm. 12 czerwca 1987 w Rio de Janeiro) – piłkarz brazylijski, występujący na pozycji napastnika.

## Kariera klubowa
Gradim w czasie kariery piłkarskiej występował w Bonsucesso Rio de Janeiro w latach 1931–1933, CR Flamengo w 1933 oraz w CR Vasco da Gama w latach 1933–1935. Z Vasco da Gama zdobył mistrzostwo stanu Rio de Janeiro – Campeonato Carioca w 1934 roku. W latach 1936–1947 był zawodnikiem Santosu FC.

## Kariera reprezentacyjna
W reprezentacji Brazylii Gradim zadebiutował 27 listopada 1932 w wygranym 7-2 meczu z Andarahy Athletico Club. 4 grudnia 1932 wystąpił w wygranym 2-1 meczu z reprezentacją Urugwaju, którego stawką była Copa Rio Branco 1932. Kilka dni później wystąpił w meczach z CA Peñarol oraz Nacionalem Montevideo, w którym zdobył swoją jedyną bramkę w reprezentacji.

## Kariera trenerska
Po zakończeniu kariery piłkarskiej Gradim został trenerem. W latach 1955–1956 prowadził Fluminense FC. W latach 1957–1959 prowadził CR Vasco da Gama, z którym wygrał Torneio Rio-São Paulo w 1958 roku. W 1959–1960 roku prowadził Olimpijską reprezentacji Brazylii w zakończonych sukcesem eliminacjach do Igrzysk Olimpijskich w Rzymie.